# Lege ferenda
A expressão em língua latina lege ferenda ou  de lege ferenda(em português: 'lei a ser criada' ou 'sobre lei a ser criada') refere-se a uma lei a ser elaborada ou que ainda depende de aprovação pela devida casa legislativa e posterior promulgação (publicação na imprensa oficial), para então entrar em vigor, incorporando-se ao ordenamento jurídico de um Estado soberano. A expressão é usada para designar normas que estão em processo de elaboração ou de  aprovação.
A expressão lege ferenda opõe-se a lege lata, que significa 'lei criada' ou  vigente.